# کوزوکه هاژینو
کوزوکه هاژینو (انگلیسی: Kosuke Hagino؛ زادهٔ ۱۵ اوت ۱۹۹۴) یک شناگر اهل ژاپن است.
وی در مسابقات کشوری و بین‌المللی در مجموع برنده ۸ مدال طلا، ۷ مدال نقره، ۳ مدال برنز شده‌است.